# Corina Von Lasperg
Corina Von Lasperg foi uma ex-voleibolista brasileira que participou da conquista da medalha de ouro nos São Paulo 1963 realizados no Brasil.

## Carreira
Nasceu em Ipanema e cresceu em São Paulo com seu  pai, o barão Raul Von Lasperg e sua mãe Ella. Além do voleibol, também foi ginasta. Serviu a seleção  nos São Paulo 1963.
Em 2002 resolveu morar  em Cascavel–PR.A baronesa[Carece de fontes]. Corina foi a presidente da Organização Não Governamental Connection - Guardiões da Vida.

. Faleceu no dia 11 de março de 2020 em Cascavel - PR, sua atual residência.